# Торре-Мондові
Торре-Мондові́ (італ. Torre Mondovì, п'єм. La Tor dël Mondvì) — муніципалітет в Італії, у регіоні П'ємонт,  провінція Кунео.
Торре-Мондові розташоване на відстані близько 470 км на північний захід від Рима, 85 км на південь від Турина, 29 км на схід від Кунео.
Населення — 505 осіб (2014).

## Демографія
Населення за роками:

Станом на 31 грудня 2014 року в муніципалітеті офіційно проживало 66 іноземців з 7 країн, серед них 21 громадянин країн Євросоюзу.

## Сусідні муніципалітети
- Монастероло-Казотто
- Монтальдо-ді-Мондові
- Пампарато
- Робурент
- Сан-Мікеле-Мондові
- Вікофорте